# Urban Reign
Urban Reign (アーバンレイン?, Aban Rein) è un videogioco picchiaduro sviluppato dalla Namco, uscito esclusivamente per la Sony PlayStation 2 nel 2005.

## Trama
La storia inizia con l'arrivo di un picchiatore professionista, chiamato Brad Hawk, in una fantomatica città, sconvolta da guerre tra gang e crimini (Green Harbor). Brad è stato assoldato da Shun Ying Lee, una provetta spadaccina che con la copertura di un ristorante controlla la gang di Chinatown. All'arrivo di Brad la città è in fermento per via della decisione del sindaco, Steve Bordin, di dividere i quartieri con grate di ferro, costantemente affiancate da  telecamere, al fine di limitare gli scontri tra gang. Tuttavia non sono molto utili in quanto, dopo il rapimento di KG, la sua gang (gli Zap capeggiati da Dwayne) attacca Chinatown credendo che dietro tutto questo ci sia Shun Ying Lee. Dopo vari scontri, soprattutto con gli Zap e i loro alleati (la Hell's Legion, i rappers, Kadonashi e i suoi allievi) Brad riesce a trovare Dwayne e a sconfiggerlo.

## Modalità di gioco
La struttura di gioco non si discosta molto da quella dei classici Tekken e Soulcalibur (anch'essi prodotti dalla Namco), tuttavia sono presenti importanti innovazioni, come la possibilità di utilizzare armi.
È altresì ottima la modalità multigiocatore, che grazie al multitap permette scontri fino a quattro giocatori.

## Gangs
Procedendo nel gioco si sbloccheranno molti combattenti e le relative gang; tra essi:
Brad Hawk; un attaccabrighe giunto in città dietro richiesta di shun ying lee. Non si sa molto del suo passato, ma la sua forza dimostra un'enorme esperienza nel combattimento
Shun Ying Lee una provetta spadaccina ed esperta di Kung Fu Baguazhang che controlla l'intero quartiere di Chinatown. Suo fratello è Lin Fong Lee.
Glen è un esperto combattente, oltre che un grande cospiratore, è un fanatico delle moto e degli anni '60 è a capo della Hell's Legion formata da Torque, Rod e Seth;
Kadonashi  è un saggio maestro di Karate Kyokushinkai, giunto negli U.S.A dal Giappone, ha aperto un dojo a Green Harbor; è affiancato dai suoi allievi: Reggie, Zach e Colin;
Grimm ex campione mondiale di boxe, è tuttavia agile anche nella lotta, è a capo di un gruppo di pugili della Westside Gym formato da BK, Grave Digga', Bones e Booma;
Dwayne il leader degli Zaps, cui è molto legato in quanto ha perso la sua famiglia quand'era bambino, la sua gang è formata da Busta, Spider, Pain Killah e KG;
Jake un esperto ex lottatore ora mecenario, che presta i suoi muscoli a pagamento;
Tong Yoon ex campione di Muay Thay in Thailandia, nonostante il suo carattere solitario ha preso pate agli scontri dalla parte di Shun Lee;
Chris giovane irascibile facente parte del dojo di Capoeira, non ama sentirsi definire "ceto medio";
Park è un solitario esperto di Tae Kwon Do, affascinato dallo stile gotico;
Alex abile lottatore di Green Hill, ha costituito il suo fisico da giovane, tuttavia ha combattuto a lungo anche in strada;
Rappers una gang costituita da mediocri picchiatori, modellati secondo i tipici stereotipi della cultura urbana dei giovani di colore, è formata da Nas-Tii, Em Cee, Real Deal e Ty
Miguel capo degli Outsiders, tenta di imporre tra le gangs il suo gruppo di combattenti Latino-Americani formato da Josè, Ramon ed Emilio;
Napalm 99 crede nella politica della violenze e delle sommosse, è capo degli Outlaws, gruppo formato dagli ex galeotti GD 05, DR 88, FK 71, PT 22,
McKinzie crede nella potenza delle armi e della forza bruta, è fondatore dello Shadow Platoon, gruppo costituito da ex militari congedati dall'esercito: Bain, Cooper, Anderson e Taylor;
Paul Phoenix combattente proveniente da Tekken, si autodefinisce il più forte combattente dell'universo, insieme a Marshall Law che è un suo compagno di allenamento da molto tempo.
Marshall Law Combattente proveniente da Tekken, è un esperto cultore di arti marziali e ricorda molto il famoso personaggio di Bruce Lee.